# Жак Потрено
Жак Потрено (на френски: Jacques Poitrenaud) (1922 – 2005) е френски актьор и режисьор. 

## Кариера
Дава начало на филмовата си кариера като асистент-режисьор при Роже Вадим и Мишел Бойсронд, на следните филми; Cette sacrée gamine („Ох, това момиче!“), заснет през 1955 г., C’est arrivé à Eden, сниман година по-късно и Faibles femmes („Слаби жени“), сниман през 1958 г. Освен в тези, той бил също и асистент-режисьор при Раул Андре, на филма Clara et les méchants („Клара и злодеите“), сниман през 1957 г. По-късно отново асистент-режисьор при Вадим, на филма Les Liaisons Dangereuses („Опасни връзки“), заснет през 1959 г. От 1960 г. се изявява като режисьор, сценарист и продуцент.
Между годините 1984/94 режисира селекцията Un Certain Regard, официалният кинофестивал Кан, имащ за цел насърчаването и привличането на финансови помощи за независими филми.

## Филмография

### Режисьор
- 1956: Saint-Germain-en-Laye, cité royale (късометражен)
- 1957: Enfants, Touraine (късометражен)
- 1960: La revenante (късометражен)
- 1960: Les portes claquent помагащ Мишел Фермауд
- 1960: Les amours de Paris
- 1962: Parisiennes (1962), скеч
- 1963: Strip-tease (1963)
- 1963: L'Inconnue de Hong Kong
- 1964: Du grabuge chez les veuves
- 1964: Мишка сред мъже (Une souris chez les hommes или Un drôle de caïd)
- 1965: La Tête du client
- 1966: Le Canard en fer blanc
- 1966: Carré de dames pour un as
- 1968: Ce sacré grand-père
- 1969: Qu'est-ce qui fait courir les crocodiles ?
- 1971: Mendiants et Orgueilleux, на базата на романа на Алберт Косерй

### Актьор
В киното
- 1982: Qu'est-ce qu'on attend pour être heureux?, сценарии: Колин Серу
- 1984: Un dimanche à la campagne, сценарии: Бертран Таверние
- 1985: Autour de minuit (Около полунощ), сценарии: Бертран Таверние
- 1985: Trois hommes et un couffin, сценарии: Колин Серу
- 1985: Cinématon n° 619, сценарии: Жерар Куро
- 1987: Les mois d'avril sont meurtriers, сценарии: Лоран Хинеман
- 1989: Ромиелд и Жулиета, сценарии: Колин Серу
- 1996: La Belle Verte, сценарии: Колин Серу
- 2001: Chaos, сценарии: Колин Серу

В телевизията
- 1990: Six Crimes sans assassins, сценарии: Бернар Стора